# Кобулов, Амаяк Захарович
Амаяк Захарович (Захарьевич) Кобулов (1906, Тифлис, Российская империя — 1955, Москва, РСФСР, СССР) — руководящий работник советских органов государственной безопасности, генерал-лейтенант. С июля 1941 года — нарком государственной безопасности УзССР, а после объединения наркоматов в августе 1941 года — нарком внутренних дел УзССР (1941—1945). Заместитель наркома внутренних дел СССР И. А. Серова в УзССР (1941—1944). Расстрелян в 1955 году как сообщник Л. П. Берии. Признан не подлежащим реабилитации. 

## Биография
Родился в армянской семье. Отец был портным. Младший брат Б. З. Кобулова. Окончил 5 классов Тифлисской торговой школы.
В РКСМ — с 1923 г. Состоял в ВКП(б) с мая 1932 г.

### 1920-е
В апреле-октябре 1921 года — красноармеец 237-го, затем 250-го этапного батальона участка ст. Акстафа.
С мая 1922 г. — безработный в Тифлисе. С августа 1923 г. секретарь народного суда Ахалцихского района. С января 1924 г. — кассир-счетовод Боржомского РИК. С февраля 1925 г. — слушатель курсов кооперации. С июня 1925 г. — бухгалтер-инструктор рабочего кооператива, а с июня 1926 г. — счетовод-статистик стеклозавода в Боржоми. С июля 1927 г. — бухгалтер завода им. 26 Бакинских комиссаров в Тифлисе.
С октября 1927 г. — счетовод, с октября 1928 г. — помощник бухгалтера, с марта 1929 г. — врид бухгалтера Финотдела ПП ОГПУ ЗСФСР и ГПУ Грузии. С августа 1929 г. — уполномоченный, старший уполномоченный, оперуполномоченный 1-го отделения ЭКО ПП ОГПУ ЗСФСР.

### В органах безопасности
С июля 1934 г. — оперуполномоченный, с декабря 1934 г. — начальник Первого отделения ЭКО УГБ НКВД ЗСФСР и ГССР. С июля 1935 г. — начальник 4-го отделения СПО, с января 1937 г — 3-го отделения 4-го отдела (СПО), с 1 марта 1937 г. — 2-го отделения 1-го отдела УГБ НКВД ГССР.
С августа 1937 г. — начальник Ахалцихского районного отдела НКВД Грузинской ССР, а в мае—декабре 1938 г. — Гагринского районного отдела НКВД Грузинской ССР. Одновременно с ноября 1938 г. — начальник УНКВД, затем — врид наркома внутренних дел Абхазской АССР.
С декабря 1938 г. — первый заместитель наркома внутренних дел УССР, работал с Н. С. Хрущёвым как первым секретарём ЦК Компартии Украины.
С августа 1939 г. — легальный резидент НКВД СССР в Берлине под прикрытием секретаря, а затем — первого советника полпредства СССР в Германии («Захар»). Считается, что А. З. Кобулов, не имея опыта разведывательной деятельности, на этом посту действовал непрофессионально, верил специально подосланным к нему дезинформаторам и, в итоге, сам дезинформировал руководство CССР о, якобы, отсутствии планов у руководства гитлеровской Германии напасть на СССР.

### 1940-е
С июля 1941 г. — нарком государственной безопасности УзССР, а после объединения наркоматов в августе 1941 г. — нарком внутренних дел УзССР.
С января 1945 г. — начальник Оперативного отдела, а с февраля 1945 г. — начальник 3-го Управления, одновременно — первый заместитель начальника ГУПВИ НКВД СССР (затем МВД СССР).
Возглавлял расследование самоубийства А. Гитлера — операцию «Миф», в ходе которого проводились допросы всех возможных свидетелей последних дней Гитлера в бункере и идентификация останков, найденных во дворе рейхсканцелярии.
С октября 1945 г. (по совместительству) заместитель начальника Отдела «С» НКВД СССР. С апреля 1950 г. — заместитель начальника и начальник Оперативного управления.

### 1950-е
- 1950—1951 гг. − первый заместитель и и/о начальника ГУПВИ МВД СССР,
- 1951—1953 гг. − начальник УПВИ − первый заместитель начальника ГУЛАГ МВД СССР.

С мая 1953 г. − заместитель начальника Контрольной инспекции при МВД СССР.
В марте 1953 г. генерал-лейтенант в составе советской правительственной делегации принимал участие в похоронах президента Чехословакии Клемента Готвальда.

### Арест, суд, казнь
После падения Л. П. Берии, чьим покровительством пользовались братья Кобуловы, 27 июня 1953 г. А. З. Кобулов был арестован в ГДР и доставлен в Москву. В сентябре 1954 г. исключён из КПСС.
1 октября 1954 года Военной коллегией Верховного суда СССР приговорён к расстрелу.
8 октября и 26 октября, 9 ноября, 11 ноября 1954 года обращался с просьбами о помиловании в Президиум Верховного Совета CССР и его председателю Ворошилову К. Е. Указывал в своих заявлениях на манипуляцию его показаниями на допросах, опровергал обвинения в том, что он выполнял «особые задания» Берии, в то время как он действовал в рамках своих служебных обязанностей и не один. В частности, следователь Каверин инкриминировал Кобулову «пощёчину» заключённому Иванову при посещении «Сталинградгидростроя», который дал показания на этот счёт. Кобулов сообщил, что Иванов к своим 19 годам был четырежды судим, накануне приезда Кобулова на стройку организовал налёт с целью ограбления на других заключённых, в результате которого были ранены 32 человека. При разговоре с Кобуловым вёл себя дерзко и на угрозу заключить его в тюрьму пообещал перед этим «выпустить кишки» собеседнику. За это Кобулов и дал пощёчину уголовнику. Кобулов называет абсурдными обвинения в адрес его и Л. П. Берии о связях с иностранным капиталом и английской разведкой, не подтверждённые никакими доказательствами. «Я действительно знаком с… „Капиталом“ Маркса, и неплохо. Этот пункт обвинения также не нашёл свое отражение в приговоре Военной коллегии», — иронизирует осуждённый. Единственным предъявленным ему доказательством о наличии «преступного заговора Берии» была предъявленная на допросе 17 марта 1954 г. вырезка из «Литературной газеты» от 27 декабря 1953 г., в которой говорится о решении суда по делу Берия. Допрос арестованного бывшего секретаря советского посольства в Лондоне Храмелашвили, прошедший в апреле 1953 г. перед его освобождением из-под стражи и за полтора месяца до назначения Храмелашвили на работу в МВД был представлен следствием как «попытка вербовки для английской разведки».
Президиум Верховного Совета CССР все ходатайства приговорённого отклонил.
В ожидании казни находился в одиночной камере без окон, на прогулки не выводился. 26 февраля 1955 года был расстрелян. Предположительное место захоронения — «могила невостребованных прахов» №3 крематория Донского кладбища.. 
13 мая 2014 года Судебной коллегией по делам военнослужащих Верховного суда РФ признан не подлежащим реабилитации.

## Награды и звания
Четыре ордена Красного Знамени (1940, 1943, 1944, 1944), ордена Кутузова 2-й степени (1945), Трудового Красного Знамени (1942), Красной Звезды (1944), медали, знаки «Почётный работник ВЧК — ГПУ» (1937) и «Заслуженный работник МВД» (1948). По приговору суда лишён всех наград и званий.

## Признание не подлежащим реабилитации
«...Согласно приговору Кобулов признан виновным в том, что он являлся активным участником антисоветской заговорщической группы Берии, которая пыталась использовать органы МВД против Коммунистической партии и Советского правительства с целью ликвидации рабоче-крестьянского строя и реставрации капитализма в СССР.
С 1929 года и по день ареста Кобулов при содействии Берии и своего брата-заговорщика Кобулова Б.З. назначался на руководящие должности в органы МВД и выполнял их преступные задания.
В преступных целях Кобулов вместе с другими участниками заговорщической группы расправлялся с невиновными советскими
гражданами путем фальсификации следственных дел, применения избиений и пыток к арестованным.
Особенно широкого размаха нарушения Кобуловым советской законности достигли в период его работы в 1937-1938 годах в органах НКВД Грузинской и Украинской ССР. При этом Кобулов преследовал честных работников НКВД, пытавшихся разоблачать его вражескую деятельность.
Находясь в 1940-1941 годах по рекомендации Берии на ответственной работе в Германии, Кобулов развалил работу советской разведки и допустил проникновение в нее немецких агентов, а полученную от них дезинформацию передавал через Берию Правительству СССР.
Несмотря на преступную работу Кобулова в Германии, Берия укрывал его от привлечения к ответственности и назначил Наркомом внутренних дел Узбекской ССР, где Кобулов продолжил реализовывать преступные указания Берии, направленные на противопоставление органов НКВД партии и правительству, а затем, являясь начальником Управления по делам военнопленных и интернированных, Кобулов препятствовал работе органов советской разведки, вопреки специальному указанию по этому вопросу секретаря ЦК ВКП(б) Щербакова А.С.
После смерти Сталина заговорщическая группа Берии активизировала свою преступную деятельность, и Кобулов в целях выполнения особых задач был назначен заместителем начальника контрольной инспекции при МВД СССР.
В мае-июне 1953 года Кобулов, находясь по специальному заданию Берии в командировке в Германии, допускал среди работников аппарата МВД СССР и ГДР антисоветские измышления по вопросам внешней политики Советского Союза и агрессии США против Корейской Народно-Демократической Республики, а также одобрял действия Берии, направленные на разжигание вражды и розни между народами союзных республик.
В заключении поставлен вопрос о признании Кобулова не подлежащим реабилитации, поскольку он совершил преступления против правосудия.
Рассмотрев материалы уголовного дела и дополнительной проверки, Судебная коллегия находит заключение подлежащим удовлетворению по следующим основаниям.
В ходе предварительного следствия и судебного заседания Кобулов виновным себя в совершении инкриминированных ему деяний не признал.
Его обвинение основано на показаниях бывших сотрудников органов НКВД СССР Рухадзе, Шияна, Иванова, Горлинского, Гульста, бывшего сотрудника посольства СССР в Германии Леоненко и бывшего представителя немецкой военной разведки «Абверштелле-Берлин» Мюллера Зигфрида.
Однако содержащиеся в этих показаниях сведения противоречивы и не содержат конкретных сведений об обстоятельствах совершения вмененных Кобулову в вину деяний, в связи с чем не могут рассматриваться в качестве убедительных доказательств совершения им преступлений против государственной власти.
Вместе с тем из имеющихся материалов усматривается, что Кобулов, являясь в 1937-1938 годах начальником Гагрского городского отдела НКВД Грузинской ССР, а впоследствии заместителем Наркома внутренних дел Узбекской ССР и заместителем начальника ГУЛАГа НКВД СССР, из личной заинтересованности, превышая служебные полномочия и предоставленную ему власть, систематически нарушал законность. Используя незаконные методы ведения следствия, он принимал участие в необоснованных арестах и фальсификации уголовных дел по обвинению граждан в совершении тяжкихгосударственных преступлений. В результате его преступных действий многие из обвиняемых были расстреляны или заключены на длительные сроки в исправительно-трудовые лагеря. Своими действиями Кобулов причинил тяжкие последствия интересам граждан и нанес значительный ущерб государству при особо отягчающих обстоятельствах.
Так, в ходе судебного разбирательства Кобулов подтвердил факт избиения им заключенного Иванова в лагере строительства Сталинградской ГЭС.
Кроме того, вина Кобулова в фальсификации уголовных дел, незаконных репрессиях и применении мер физического воздействия к невиновным гражданам подтверждена совокупностью иных собранных по делу доказательств.
Из показаний бывшего заместителя начальника Гагрского городского отдела НКВД Васильева В. Н. следует, что Кобулов после назначения в конце 1937 года на должность начальника указанного отдела продолжил применявшуюся ранее практику незаконных арестов граждан и истязаний арестованных. При этом Кобулов не только давал указания подчиненным на применение насилия к арестованным, но и сам неоднократно жестоко избивал их палкой. В присутствии Кобулова следователи «выбивали» из допрашиваемых лиц вымышленные признательные показания, избивая их плетками, после чего оформляли фиктивные протоколы допросов.
Аналогичные показания о применении Кобуловым незаконных методов ведения следствия дали его бывшие подчиненные Нацвлишвили и Киладзе, пояснившие, что граждане зачастую арестовывались без подтверждающих их вину материалов, а Кобулов и другие сотрудники Гагрского отдела НКВД путем применения насилия вынуждали их оговаривать себя. Впоследствии невиновные лица на основании решений «троек» были расстреляны или лишены свободы. Киладзе также показал, что ему известны факты издевательств Кобулова над арестованными женщинами. Одну из них, крик которой был слышен во всем отделе НКВД, Кобулов довел до бессознательного состояния. В 1938 году Кобулов и начальник отделения Гагрского НКВД Калинин приняли участие в избиении плеткой неизвестного ему гражданина, который, не выдержав издевательств, выбросился из окна второго этажа здания и погиб в результате полученных травм.
Изобличающие Кобулова сведения содержатся в показаниях бывшего заместителя секретаря парткома НКВД Грузинской ССР Барского, заявившего, что Кобулов вместе с группой сотрудников отдела за отказ допрашиваемых лиц подписывать сфальсифицированные признательные показания применял к ним насилие. Такие факты имели место при допросах обвиняемых Еника и Жибы Ш.Х., которых Кобулов бил руками, шомполами и другими предметами.
Об участии Кобулова в избиениях арестованных дали показания и сотрудники НКВД Грузинской ССР Ардзинба и Важинский.
Из показаний свидетелей Яковиди, Губаза, Еника, Жибы Т.Х., Ажибы, Жибы Ш.Х., е5 и Жибы Е.П. усматривается, что они были подвергнуты незаконным арестам и физическому насилию со стороны сотрудников Гагрского отдела НКВД, в том числе Кобулова.
Согласно материалам уголовного дела Кобулов имел непосредственное отношение к незаконным арестам Яковиди, Барцица и Еника. Уголовные дела в отношении названных лиц прекращены органами предварительного следствия по реабилитирующим основаниям.
В соответствии с п. «г» ч. 1 ст. 4 Закона Российской Федерации от 18 октября 1991 года № 1761-1 «О реабилитации жертв политических репрессий» лица, совершившие преступления против правосудия, реабилитации не подлежат.
На основании изложенного, руководствуясь ст. 9, 10 Закона Российской Федерации «О реабилитации жертв политических репрессий», Судебная коллегия по делам военнослужащих Верховного Суда Российской Федерации
о п р е д е л и л а :

признать Кобулова Амаяка Захарьевича, осужденного по приговору Военной коллегии Верховного Суда СССР от 1 октября 1954 г., не подлежащим реабилитации.»

## Документальный фильм
Документальный фильм режиссёра Людмилы Угольковой «Агент, которому верил Сталин» по материалам гестапо и МИДа Германии, впервые предоставленных Федеральным архивом Германии и Национальным управлением архивов и документации США, подробно рассказывает о неудачной деятельности советского резидента А. З. Кобулова в Германии перед началом Великой Отечественной войны. Премьера фильма состоялась в июне 2003 года на ОРТ.